# Wildpark Tannenbusch
Koordinaten: 51° 4′ 52″ N, 6° 47′ 20″ O
Der Wildpark Tannenbusch ist ein ganzjährig geöffneter Tierpark in Dormagen-Delhoven. Eröffnet wurde das 20 Hektar große Areal 1958. Träger des Parks ist die Stadtbad- und Verkehrsgesellschaft Dormagen.

## Tierbestand

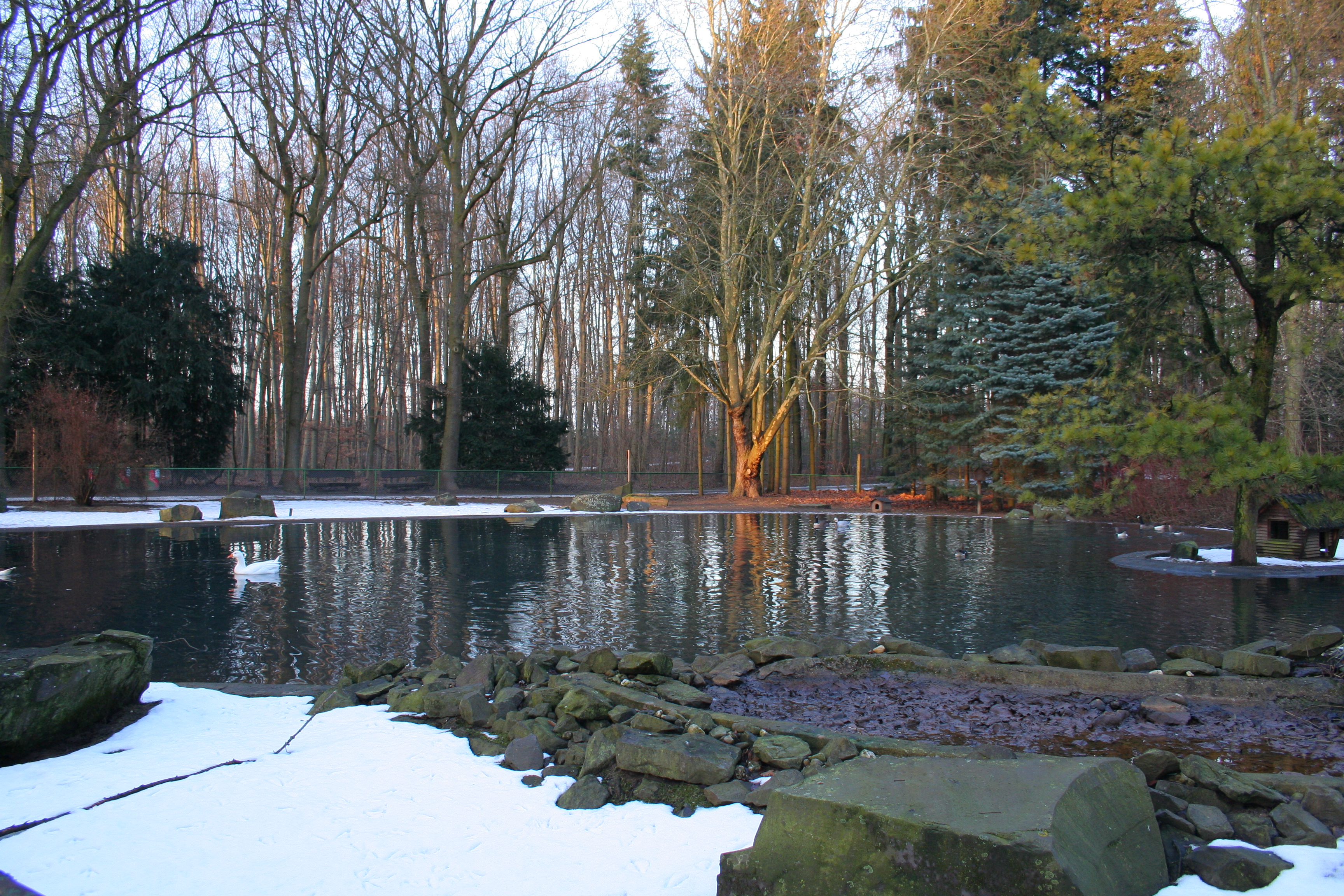
Teich

Der Park beherbergt etwa 200 Tiere in 25 Arten. Es werden nur einheimische (bzw. früher einheimische) Tiere gehalten. Einen großen Teil des Tierbestandes macht das Rot-, Dam- und Muffelwild aus. Es werden aber auch Wildschweine und Heckpferde beherbergt. In einer Fasanerie gibt es Goldfasane, Hühner und Auerhühner. Auf den beiden Teichen sind verschiedene Wasservögel und Störche zu Hause. In den Teichen leben zudem einige Gelbwangenschmuckschildkröten. Außerdem werden Rabenvögel, Eulen sowie weiße ungehörnte und graue gehörnte Heidschnucken gehalten.

## Besonderheiten
Zu dem Wildpark kam 1972 noch eine Waldbildungsstätte hinzu, welche später den Namen Haus Tannenbusch bekam. 1980 wurde der angrenzende Geopark eröffnet, in dem landschaftsprägende Steine ausgestellt werden. Acht Jahre später wurde das Projekt Spurensuche gegründet. Dafür wurden mehrere Stationen mit Informationen zu Natur- und Umweltfragen im kompletten Wald aufgestellt. Außerdem steht ein Trimm-dich-Pfad zur Verfügung. Auf der drei Kilometer langen Strecke müssen von dem Besucher sportliche Aufgaben gelöst werden. Heute besitzt der Tannenbusch noch einen Waldkindergarten und einen Streichelzoo.